# ハインケル HeS 011

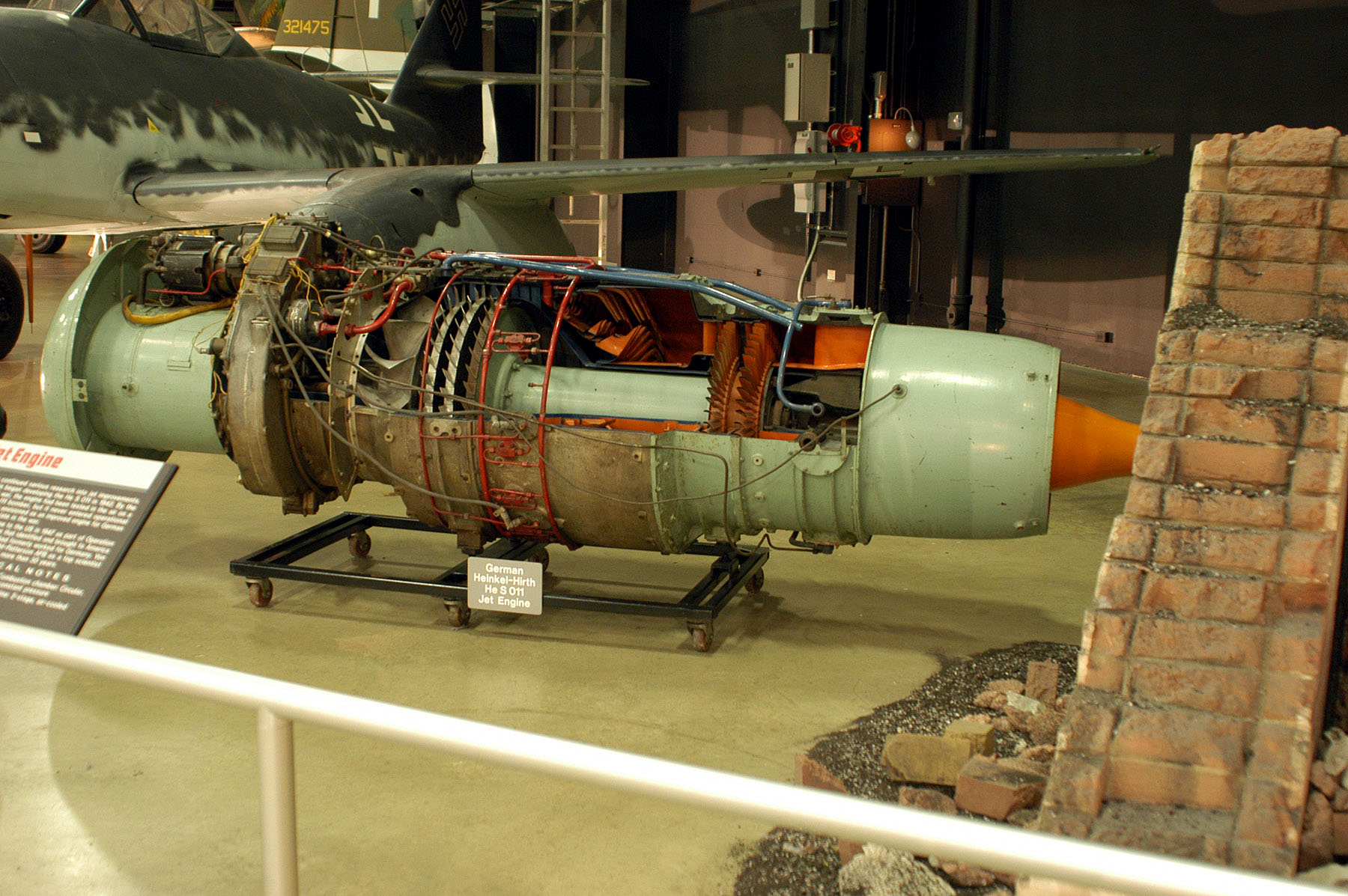
ハインケル HeS 011

ハインケル HeS 011（Heinkel HeS 011）は第二次世界大戦時にハインケル・ヒルトが開発した先進的なジェットエンジンである。圧縮機として3段式の軸流式圧縮機と遠心式圧縮機に似たダイアゴナル圧縮機を搭載することにより、空気をより円滑に導くようになっているのが特徴である。完成が戦争終結に間に合わず、大戦末期にHeS 011の搭載を前提として設計されていた航空機も実用化に至らなかった。
1936年、ユンカースはワグナーと軸流式圧縮機を設計したミューラーの監督の元、ジェットエンジンの開発を始めた。1940年に試作機が作られたが、外部からの圧縮空気の供給が必要で、自立運転できなかった。ハンス・アドルフ・マウフはドイツ航空省に支援を求め、その結果すべての開発作業をユンカースに買収されたユモ（ユンカース発動機会社）に移管することが計画された。
ミューラーとユンカースのチームは、1937年にジェットエンジンの開発を始めたハンス・フォン・オハインのために研究室を用意していたエルンスト・ハインケルに受け入れられた。2つのチームが並行して開発を進めることになり、オハインはハインケル HeS 8、ユンカースのチームはハインケル HeS 30を開発していた。しかし、BMW 003、ユンカース ユモ 004は早い時期に同水準の出力に達し、同時期には既に量産体制に入っていたため、ハインケルの計画は両方とも中止された。
シェルプ（Schelp）は彼が設計したダイアゴナル圧縮機を搭載した私的な計画を立ち上げた。
HeS 011の試作機は1944年に完成し、He111爆撃機に懸架されて試験が行われた。しかし、戦争終結により量産されることはなく、わずか19基が造られたに過ぎなかった。
そのうち1台がMe P.1101に搭載され、戦後、アメリカ合衆国でベル X-5に搭載された。